# Лянчен
40°31′44″ пн. ш. 112°29′34″ сх. д. / 40.52894° пн. ш. 112.49287° сх. д.
Лянчен (кит. 凉城县, пін. Liángchéng Xiàn) — один із повітів КНР у складі префектури Уланчаб, Внутрішня Монголія. Адміністративний центр — містечко Дагін-Нур.

## Географія
Лянчен лежить на висоті близько 1260 метрів над рівнем моря на схід від гір Їньшань.

### Клімат
Повіт знаходиться у зоні, котра характеризується вологим континентальним кліматом з теплим літом. Найтепліший місяць — липень із середньою температурою 21,1 °C. Найхолодніший місяць — січень, із середньою температурою -12,3 °С.
| Клімат повіту Лянчен    | Клімат повіту Лянчен | Клімат повіту Лянчен | Клімат повіту Лянчен | Клімат повіту Лянчен | Клімат повіту Лянчен | Клімат повіту Лянчен | Клімат повіту Лянчен | Клімат повіту Лянчен | Клімат повіту Лянчен | Клімат повіту Лянчен | Клімат повіту Лянчен | Клімат повіту Лянчен | Клімат повіту Лянчен |
| Показник                | Січ.                 | Лют.                 | Бер.                 | Квіт.                | Трав.                | Черв.                | Лип.                 | Серп.                | Вер.                 | Жовт.                | Лист.                | Груд.                | Рік                  |
| Середній максимум, °C   | −5,2                 | −0,4                 | 6,5                  | 15,3                 | 21,9                 | 26,1                 | 27,5                 | 25,5                 | 20,9                 | 13,9                 | 4,4                  | −3,2                 | 12,8                 |
| Середня температура, °C | −12,3                | −7,8                 | −0,6                 | 7,9                  | 14,9                 | 19,3                 | 21,1                 | 19,2                 | 13,9                 | 6,7                  | −2,3                 | −9,8                 | 5,9                  |
| Середній мінімум, °C    | −18,5                | −14,4                | −7                   | 0,6                  | 7,1                  | 12,1                 | 14,7                 | 13,1                 | 7,3                  | 0,6                  | −7,7                 | −15,3                | −0,6                 |
| Норма опадів, мм        | 1.9                  | 4.1                  | 9.9                  | 20.5                 | 32.5                 | 55.1                 | 105.8                | 99.2                 | 49.6                 | 19.9                 | 5.4                  | 2.5                  | 406.4                |
| Вологість повітря, %    | 57                   | 51                   | 44                   | 38                   | 41                   | 51                   | 65                   | 69                   | 62                   | 56                   | 53                   | 55                   | 53.5                 |
| ----------------------- | -------------------- | -------------------- | -------------------- | -------------------- | -------------------- | -------------------- | -------------------- | -------------------- | -------------------- | -------------------- | -------------------- | -------------------- | -------------------- |
| Джерело: data.cma.cn    |                      |                      |                      |                      |                      |                      |                      |                      |                      |                      |                      |                      |                      |